# Houston Rockets 1995-1996
La stagione 1995-96 degli Houston Rockets fu la 29ª nella NBA per la franchigia.
Gli Houston Rockets arrivarono terzi nella Midwest Division della Western Conference con un record di 48-34. Nei play-off vinsero al primo turno con i Los Angeles Lakers (3-1), perdendo poi nella semifinale di conference con i Seattle SuperSonics (4-0).

## Roster
| N° | Naz.                   | Ruolo | Sportivo          | Anno | Alt. | Peso |
| -- | ---------------------- | ----- | ----------------- | ---- | ---- | ---- |
| 2  | Stati Uniti (bandiera) | AC    | Mark Bryant       | 1965 | 206  | 111  |
| 3  | Stati Uniti (bandiera) | G     | Eldridge Recasner | 1967 | 191  | 86   |
| 4  | Stati Uniti (bandiera) | GA    | Sam Mack          | 1970 | 201  | 100  |
| 9  | Stati Uniti (bandiera) | G     | Melvin Booker     | 1972 | 185  | 84   |
| 10 | Stati Uniti (bandiera) | G     | Sam Cassell       | 1969 | 191  | 84   |
| 12 | Stati Uniti (bandiera) | GA    | Jaren Jackson     | 1959 | 193  | 86   |
| 15 | Stati Uniti (bandiera) | A     | Tim Breaux        | 1970 | 201  | 98   |
| 17 | Stati Uniti (bandiera) | GA    | Mario Elie        | 1963 | 196  | 95   |
| 20 | Stati Uniti (bandiera) | GA    | Tracy Moore       | 1965 | 193  | 91   |
| 21 | Stati Uniti (bandiera) | A     | Henry James       | 1965 | 203  | 100  |
| 22 | Stati Uniti (bandiera) | GA    | Clyde Drexler     | 1962 | 201  | 95   |
| 25 | Stati Uniti (bandiera) | A     | Robert Horry      | 1970 | 206  | 100  |
| 27 | Stati Uniti (bandiera) | AC    | Charles Jones     | 1957 | 206  | 98   |
| 30 | Stati Uniti (bandiera) | G     | Kenny Smith       | 1965 | 191  | 75   |
| 32 | Stati Uniti (bandiera) | AC    | Pete Chilcutt     | 1968 | 208  | 104  |
| 34 | Stati Uniti (bandiera) | C     | Hakeem Olajuwon   | 1963 | 213  | 116  |
| 52 | Stati Uniti (bandiera) | A     | Chucky Brown      | 1968 | 201  | 97   |
| 55 | Stati Uniti (bandiera) | A     | Alvin Heggs       | 1967 | 203  | 102  |

## Staff tecnico
- Allenatore: Rudy Tomjanovich
- Vice-allenatori: Carroll Dawson, Bill Berry, Larry Smith